# Neptis sheppardi
Neptis sheppardi är en fjärilsart som beskrevs av Stevenson 1940. Neptis sheppardi ingår i släktet Neptis och familjen praktfjärilar. Inga underarter finns listade i Catalogue of Life.